# Vụ giết Rayshard Brooks
Rayshard Brooks, một người đàn ông da đen 27 tuổi người Mỹ, đã bị một sĩ quan Sở Cảnh sát Atlanta bắn và giết chết vào tối ngày 12 tháng 6 năm 2020. Brooks đã chống lại sự bắt giữ và vật lộn một súng bắn điện khi anh ta vật lộn trên mặt đất với hai nhân viên cảnh sát. Trong một cuộc rượt đuổi chạy bộ, Brooks bắn súng điện vào một trong những nhân viên cảnh sát, và những người này sau đó bắn vào lưng Brooks bằng súng Sidearm. Khám nghiệm tử thi, liệt kê nguyên nhân cái chết là giết người, xác định Brooks chết vì hai vết thương do súng bắn vào lưng.
Video về vụ việc đã lan truyền. Cảnh sát trưởng Atlanta Erika Shields đã từ chức vào ngày hôm sau, nói rằng cô muốn giúp xây dựng lại niềm tin trong cộng đồng. Những người biểu tình sau đó đã thiêu rụi cửa hàng Wendy's, nơi vụ nổ súng đã diễn ra.

## Nạn nhân
Rayshard Brooks là một cư dân người Mỹ gốc Phi ở Atlanta, 27 tuổi, làm việc tại một nhà hàng Mexico. Ông đã kết hôn với ba cô con gái và một con trai riêng của vợ.

## Nỗ lực bắt giữ và cái chết
Khoảng 10:30 tối ngày 12 tháng 6 năm 2020, Devin Brosnan, nhân viên Sở Cảnh sát Atlanta đã trả lời điện thoại khiếu nại 911 về một người đàn ông ngủ trong xe chặn làn đường drive-through qua thức ăn nhanh của Wendy ở phía nam Atlanta, Georgia. Viên cảnh sát tìm thấy Rayshard Brooks trong xe, và đánh thức anh ta. Sau khi hướng dẫn Brooks đỗ xe, Brosnan đã gọi cho người dự phòng, và Garrett Rolfe, một sĩ quan trong đội đặc nhiệm DUI của Bộ giao thông cường độ cao của Bộ, đã tới hỗ trợ.
Rolfe hỏi Brooks một số câu hỏi, và Brookstrả lời không được nhất quán, ví dụ nói sai vị trí của mình với khoảng cách 10 dặm (16 km), và Rolfe đã thực hiện một bài kiểm tra tỉnh táo. Rolfe đã sử dụng máy thở và nồng độ cồn trong máu của Brooks ở mức 0,188, vượt quá giới hạn pháp lý là 0,08.  Sau đó, Rolfe thông báo cho Brooks rằng anh ta cho rằng nồng độ cồn của Brooks quá cao để điều khiển xe và ra lệnh cho Brooks đặt hai tay ra sau lưng. Brooks chống lại sự bắt giữ, vật lộn trên mặt đất với hai sĩ quan, và đấm một trong số họ. Trong khi chống cự, một sĩ quan đã nói với Brooks rằng "Bạn sẽ bị giật điện! Ngừng đánh nhau" và cảnh báo "hãy bỏ tay ra khỏi súng điện".  
Brooks đã giật súng điện của một cảnh sát viên, và bỏ chạy khi các cảnh sát đuổi theo anh ta, theo báo cáo của nhân chứng và video quay được, theo Cục Điều tra Georgia (GBI). Đoạn video giám sát an ninh cho thấy Brooks sau đó quay về phía Rolfe khi đang chạy, chĩa súng điện vào Rolfe và bắn.   Vào thời điểm đó, Rolfe đã bắn vào Brooks ba lần, ở phần lưng.
Brooks chết trong khi được phẫu thuật sau đó.    Một sĩ quan được điều trị chấn thương.

## Điều tra và xử phạt
Khám nghiệm tử thi tìm thấy Brooks đã bị bắn hai lần vào lưng. Cái chết đã được coi là một vụ giết người.
Sở cảnh sát Atlanta đã yêu cầu GBI điều tra vụ nổ súng. GBI sẽ chuyển kết quả điều tra của mình cho văn phòng Biện lý Quận Fulton.  Văn phòng Biện lý quận sẽ quyết định liệu các cáo buộc hình sự đối với một trong hai cảnh sát viên có được bảo đảm hay không.  Văn phòng cũng đang tiến hành điều tra độc lập của riêng mình mà không cần chờ kết quả điều tra GBI.   
Hai sĩ quan liên quan đã bị dừng nhiệm vụ, chờ điều tra. Rolfe đã được đào tạo vào ngày 9 tháng 1 về việc sử dụng vũ lực chết người tại học viện cảnh sát quận DeKalb, vào ngày 24 tháng 4 đã tham gia một khóa học kéo dài chín giờ về các lựa chọn giảm leo thang.  Rolfe (với Bộ từ năm 2013) sau đó đã bị sa thải, trong khi Brosnan (với Bộ từ năm 2018) được giao nhiệm vụ hành chính. Vào ngày 13 tháng 6, Erika Shields, Cảnh sát trưởng Atlanta, đã từ chức để giúp xây dựng lại niềm tin trong cộng đồng.   

## Biểu tình phản đối
Người biểu tình tập trung tại địa điểm xảy ra vụ nổ súng vào ngày 12 và 13 tháng 6. Vào ngày 13 tháng 6, những người biểu tình đã thiêu rụi nhà hàng của Wendy bên ngoài mà Brooks bị bắn, đốt cháy nhiều xe hơi gần nhà hàng và đập vỡ camera của một phóng viên CNN.